# Джон Генрі Пойнтінг
Пойнтінг Джон Генрі (англ. Poynting John Henry; 9 вересня 1852 — 30 березня 1914) — англійський фізик, член Лондонського королівського товариства (1888), віце-президент в 1910-11.

## Біографія
Народився 9 вересня 1852 року в Манчестері. Закінчив Лондонський університет (1872) та Кембриджський університет (1876). В 1876-78 працював у Манчестерському університеті, в 1878-80 у Кавендишській лабораторії. З 1880 — професор Бірмінгемського коледжу, з 1900 — професор, декан факультету наук Бірмінгемського університету. Роботи присвячені вивченню електричних явищ, переносу енергії, теорії випромінювання й тиску світла, радіації. Увів в 1884 поняття про потік електромагнітної енергії (вектор Умова-Пойнтінга). Виміряв в 1891 щільність Землі, в 1893 — гравітаційну сталу. В 1903 висловив ідею про гальмування сонячним світлом геліоцентричного руху космічних тіл (ефект Пойнтінга-Робертсона). Цим же ефектом він пояснював поворот хвостів комет убік від Сонця.

## Наукові праці
- 1884 A Comparison of the Fluctuations in the Price of Wheat and in the Cotton and Silk Imports into Great Britain, Journal of the Royal Statistical Society; 47, 1884, pp. 34-64
- 1911 London, C. Griffin[1]
- 1913 Cambridge University[2] Press
- 1914 London, C. Griffin[3]
- 1920 Cambridge University Press[4]

## Нагороди та відзнаки
- Премія Адамса[en] (1893),
- Премія Хопкінса (1893),
- Королівська медаль (1905)
- Бейкерівська лекція (1910)